# Продром (Ксенакис)
Митрополит Про́дром (греч. Μητροπολίτης Πρόδρομος, в миру Захари́ас Ксена́кис, греч. Ζαχαρίας Ξενάκης; род. 3 ноября 1979, Ставракья) — архиерей полуавтономной Критской православной церкви в юрисдикции Константинопольского патриархата; митрополит Ретимнский и Авлопотамский (с 2022).

## Биография
Родился 3 ноября 1979 года в посёлке Ставракья, на Крите.
В 2001 году получил диплом об окончании богословского института Афинского университета.
В январе 2005 года епископом Кносским Макарием (Дулуфакисом) в монастыре Святого Ирины Хрисоваланты в Ираклионе был пострижен в монашество и в июне 2005 года епископ Кносским Евгением (Антонопулосом) был рукоположен в сан иеродиакона. В январе 2013 года архиепископом Иринеем (Афанасиадисом) был рукоположен в сан иеромонаха и возведён в достоинство архимандрита.
С января 2008 года был кодикографом Священного синода Критской православной церкви, а с сентября 2010 года — секретарём Священного синода. В октябре 2016 года назначен генеральным секретарём Священного синода.
16 октября 2019 года Священным синодом Критской православной церкви был избран (7 голосов — за, 1 голос — за архимандрита Иринея (Верикакиса) и 1 голос — за архимандрита Мефодия (Вернидакиса)) для рукоположения в сан епископа Кносского викария Критской архиепископии.
26 октября 2019 года был хиротонисан в сан епископа Кносского с сохранением за ним должности генерального секретаря Священного синода Критской православной церкви.
18 февраля 2022 года он был избран Священным синодом Критской церкви митрополитом Ретимнским и Авлопотамским